# 17061 Tegler
17061 Tegler este un asteroid din centura principală de asteroizi.

## Descriere
17061 Tegler este un asteroid din centura principală de asteroizi. A fost descoperit pe 10 aprilie 1999 la Stația Anderson Mesa în cadrul programului LONEOS. El prezintă o orbită caracterizată de o semiaxă mare de 2,54 ua, o excentricitate de 0,16 și o înclinație de 4,2° în raport cu ecliptica.